# Grand Trunk Railway

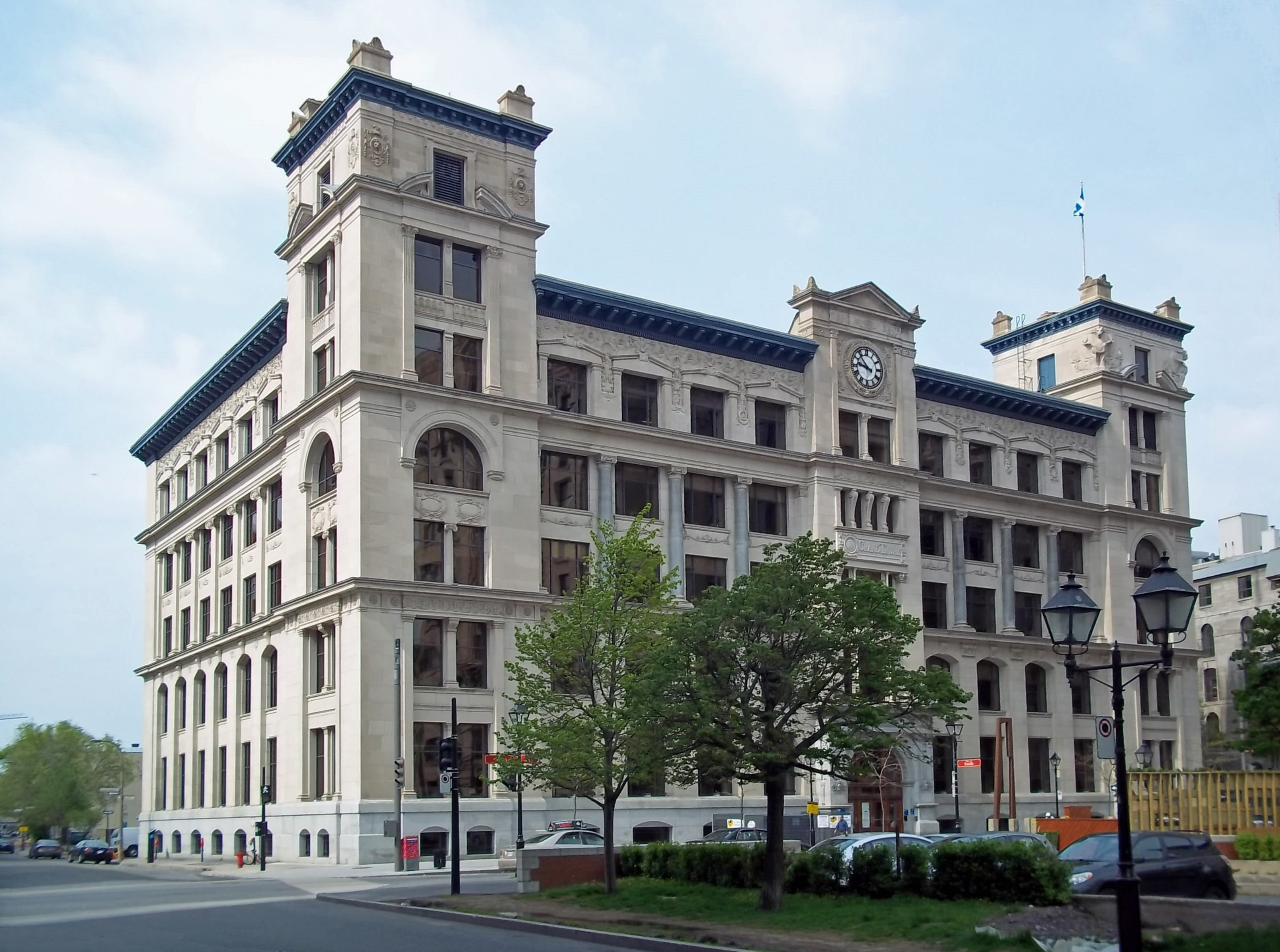
Ehemalige Hauptverwaltung der Bahngesellschaft in Montreal

Die Grand Trunk Railway (GTR) ist eine ehemalige Eisenbahngesellschaft in Kanada und den Vereinigten Staaten. Der Sitz der Gesellschaft befand sich in London in England, die Verwaltung jedoch in Montreal. Sie bestand von 1852 bis 1923.

## Historische Bedeutung
Die GTR war einer der Hauptfaktoren, die zur Vereinigung der kanadischen Kolonien zur Kolonie Kanada führten. Nachdem die einzelnen Kolonien anfingen, Handelsbeziehungen untereinander aufzubauen, entstand der Wunsch nach einer eigenen Eisenbahn. Das ambitionierteste Projekt war die Grand Trunk Railway, die den Westen Kanadas mit dem Atlantik bei Halifax verbinden sollte. 1860 stand die GTR jedoch kurz vor der Pleite. Das Gleisnetz reichte damals von Sarnia bei den Großen Seen bis Rivière-du-Loup an der Mündung des St.-Lorenz-Stroms. Viele Bewohner befürchteten jedoch einen Angriff der USA im Winter, sobald der St.-Lorenz-Strom zugefroren war, und sahen, dass die bis dahin einzige Eisenbahn, die die britischen Verteidiger vom Atlantik aus hätten benutzen können, in den USA lag. Der einzige Weg, die Grand Trunk Railway – und damit die Verteidigungsmöglichkeiten für Kanada – zu retten, bestand darin, die Kolonien zu vereinen und einen Föderationsvertrag (British North America Act) zu unterzeichnen, sodass die Kolonien die Kosten für eine Fortführung des Bahnbaus gemeinsam tragen konnten.

## Geschichte

### Gründung und Ausbau

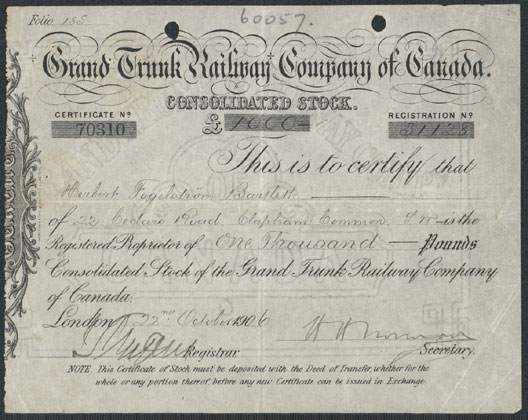
Aktie der Grand Trunk Railway Company of Canada vom 22. Oktober 1906

Die Gesellschaft wurde am 10. November 1852 als „Grand Trunk Railway Company of Canada“ gegründet. Sie sollte zunächst eine Bahnstrecke zwischen Montreal und Toronto bauen. Kurze Zeit später wurde die Konzession jedoch über beide Endpunkte hinaus ausgedehnt und die geplante Strecke sollte Sarnia und Portland im US-Bundesstaat Maine verbinden.
Am 5. August 1853 pachtete die GTR daher die Atlantic and St. Lawrence Railroad, die von Portland bis zur kanadischen Grenze im gleichen Jahr fertiggestellt worden war. 1855 baute die Bahn eine Strecke von Montreal über Richmond nach Lévis, Teil der geplanten Atlantikverbindung im britischen Teil Nordamerikas. Im gleichen Jahr erfolgte eine Fusion mit der Toronto and Guelph Railroad, deren Eisenbahnstrecke bereits im Bau war. Die GTR entschied jedoch, die Streckenführung zu ändern, und führte die Strecke von Toronto nach Sarnia an der Grenze nach Michigan, um dort einen Knotenpunkt für den Verkehr in Richtung Chicago zu haben. Diese Bahnstrecke wurde im Juli 1856 eröffnet, der Abschnitt Montreal–Toronto folgte im Oktober des gleichen Jahres. 1859 richtete die GTR einen Fährdienst über den St. Clair River nach Fort Gratiot (heute Port Huron) ein, die im August 1890 durch den St.-Clair-Eisenbahntunnel ersetzt wurde.
Die Strecken der GTR waren anfangs in der in vielen britischen Kolonien üblichen Spurweite von 1676 mm (5 Fuß 6 Zoll) gebaut worden. Um bessere Übergangsmöglichkeiten zu den anderen Bahnen zu haben, spurte die Gesellschaft ihre Strecken bis 1873 auf Normalspur (1435 mm) um.

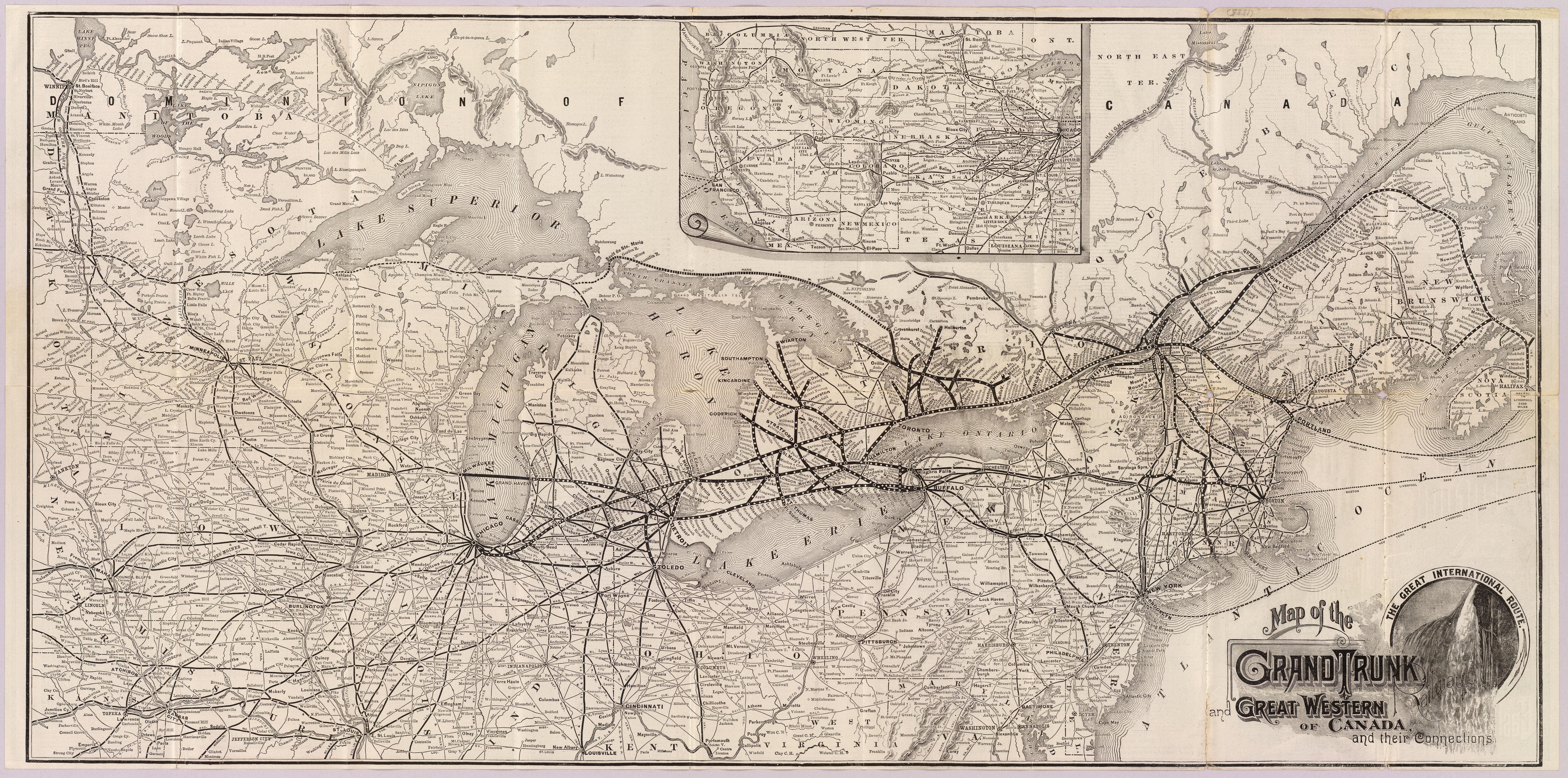
Streckenkarte von 1885

Bereits im Jahre 1867 war die GTR zum größten Eisenbahnsystem der damaligen Welt angewachsen, das auf über 2000 Kilometern Streckenlänge drei US-Bundesstaaten mit den kanadischen Provinzen Québec und Ontario verband. 1880 bedeckte das Streckennetz der Gesellschaft bereits das gesamte Gebiet vom Atlantik bis nach Chicago. Der in den USA liegende Abschnitt Port Huron–Chicago firmierte dabei als Grand Trunk Western Railroad. 1879 ging die Eisenbahnstrecke zwischen Lévis und Rivière-du-Loup entlang des St. Lorenz-Stroms in den Besitz der staatlich kontrollierten Intercolonial Railway of Canada (IRC) über, die ab 1889 auch ein Mitbenutzungsrecht für die Strecke Montreal–Lévis erhielt. Am 12. August 1882 fusionierte die GTR mit der Great Western Railway, die ein 1.371 Kilometer langes Streckennetz betrieb, welches sich zwischen Niagara Falls und Toronto erstreckte und auch London, Windsor in Ontario und viele Städte auf der Bruce-Halbinsel bediente.

### Die GTR als transkontinentale Eisenbahn
Als die führende Eisenbahngesellschaft in Kanada wurde die Grand Trunk kurz nach der Vereinigung der Kolonien 1867 von der Dominionsregierung gebeten, eine Eisenbahnstrecke zur Pazifikküste in British Columbia zu bauen. Die Gesellschaft verweigerte dies. Die Regierung gründet daraufhin die Canadian Pacific Railway (CPR), um die Bedingungen zu erfüllen, die British Columbia an einen Beitritt zur Föderation geknüpft hatte.
Zu Beginn des 20. Jahrhunderts entwickelte sich jedoch der Wunsch seitens der GTR, das Streckennetz nach Westen auszudehnen und so das relative Monopol der CPR in diesem Gebiet zu brechen und an dem lukrativen Transportmarkt, der durch die zahllosen Einwanderer westlich von Ontario zu erwarten war, teilhaben zu können. Die Dominionsregierung schlug daraufhin vor, dass die GTR mit der Canadian Northern Railway (CNoR) zusammenarbeiten solle, aber eine Einigung konnte nicht erzielt werden. Die CNoR plante nämlich zu dieser Zeit selbst, ein transkontinentales Eisenbahnnetz zu errichten, was die GTR 1903 dazu zwang, mit der Regierung einen Vertrag über den Bau einer dritten transkontinentalen Bahn in Kanada abzuschließen. Die GTR sollte die Grand Trunk Pacific Railway (GTPR) bauen und betreiben, die von Winnipeg nach Prince Rupert führen sollte. Die Regierung wiederum wollte die National Transcontinental Railway (NTR) bauen, die von Winnipeg über Québec nach Moncton den Anschluss an den Atlantik herstellen sollte. Diese Strecke sollte ebenfalls von der Grand Trunk betrieben werden. Die Trassenführung war sehr spekulativ, da sie nördlicher verlaufen sollte, als die profitable Hauptstrecke der CPR, und die Strecke der NTR sollte gar nördlich an den dichtbesiedelten Gebieten in Ontario und Québec vorbeiführen. Die errechneten Baukosten stiegen immer mehr, obwohl man die bestmögliche Überquerung der nordamerikanischen Kordillere am Yellowhead Pass wählen konnte.
Der Bau des transkontinentalen GTPR/NTR-Projekts begann 1905 und die GTPR-Strecke wurde 1914 fertiggestellt, die NTR im darauffolgenden Jahr. Die einzige Lücke in der Strecke war die verhängnisvolle Quebec Bridge, deren Fertigstellung noch mehrere Jahre dauerte. Charles M. Hays, der Präsident der GTR, der sehr skeptisch gegenüber den Baukosten war, starb beim Untergang der Titanic am 15. April 1912. Später wurde spekuliert, dass sein Tod dazu beigetragen hatben könnte, dass die Verwaltung der GTR in den Folgejahren immer schlechter wurde und dass schließlich sogar der Bau der Southern New England Railway nach Providence, der 1910 begonnen hatte, eingestellt werden musste.

### Bankrott und Verstaatlichung
Das erste Anzeichen dafür, dass der Vertrag mit der Regierung schwankte, kam, als die GTR aus wirtschaftlichen Gründen die Betriebsführung auf der NTR nicht mehr tragen wollte. Nach den immensen Kosten, die der Bau der GTPR verschlungen hatte, und den geringen Erträgen, die diese Bahn abwarf, konnte die GTR 1919 die Leasingkosten an die Regierung nicht mehr bezahlen. Am 7. März des Jahres verstaatlichte daraufhin Kanada die GTPR, die fortan unter einem Verwaltungskonsortium der Regierung betrieben wurde. Am 20. Juli 1920 schließlich stellte die Regierung die Bahn unter die Kontrolle der Canadian National Railway (CNR), die mit der britischen Krone zusammenarbeitete.
Infolgedessen erfuhr die Grand Trunk ernstere finanzielle Schwierigkeiten und die Aktionäre und Teilhaber, die hauptsächlich in Großbritannien saßen, waren aufgerufen, die Verstaatlichung der Gesellschaft zu verhindern. 1920 jedoch erfolgte die Übernahme der Kontrolle über die Bahn durch ein Verwaltungskonsortium der Regierung, was zahllose Rechtsstreitigkeiten über mehrere Jahre nach sich zog. Schließlich wurden am 20. Januar 1923 die GTR sowie die von ihr betriebenen oder geleasten 125 kleineren Eisenbahngesellschaften mit insgesamt 12800 Kilometern Strecke in Kanada und weiteren 1873 Kilometern in den USA durch die CNR übernommen.

### Grand Trunk heute
Die Grand Trunk war etwa 100 Jahre vor dem Aufstieg des Automobilverkehrs in den Gebieten, in denen sie operierte, gebaut worden. Daraus ergab sich die Möglichkeit, die jeweils geografisch direkte Trasse zu wählen. Das Ergebnis ist, dass große Teile des ehemaligen Hauptnetzes der GTR heute noch durch die CNR (ab 1960 CN) betrieben werden. Dazu gehört die Hauptachse Québec–Chicago über Montreal, Toronto, London und Sarnia. Viele Zweig- und Parallelstrecken wurden jedoch aufgrund des starken Rückgangs der Beförderungszahlen inzwischen stillgelegt oder an kleinere Betreiber verkauft, so auch die Originaltrasse zwischen Toronto und Sarnia über Stratford. Anstelle dessen befahren die Züge dieser Relation heute die ehemalige Strecke der Great Western Railway.
Der Name der Gesellschaft „Grand Trunk“ wird bis heute durch die CN verwendet. Die US-Tochtergesellschaft Grand Trunk Western Railway, die hauptsächlich die Hauptstrecke Port Huron–Chicago betrieb, stand bis zur Privatisierung der CN im Jahre 1995 unter der Verwaltung dieser Bahn. Zu dieser Zeit wandelte man die GTWR in die noch heute bestehende Holding-Gesellschaft Grand Trunk Corporation um, unter deren Verwaltung die CN einige weitere US-Bahngesellschaften stellte, die sie nach 1995 erwarb, darunter die Illinois Central Railroad, die Wisconsin Central sowie die Great Lakes Transportation.

## Gliederung
Am Jahresende 1910 war die Grand Trunk Railway in 5 Divisions und diese wiederum in insgesamt 32 Distrikte unterteilt. Dazu kam die Pontiac, Oxford and Northern Railroad, die ebenfalls zum eigentlichen Netz der Bahn gerechnet wurde. Die folgende Tabelle zeigt die Verwaltungsgliederung sowie die eingeordneten Strecken zu dieser Zeit.
| District                                       | Strecken | Länge in km |
| ---------------------------------------------- | --- | ----------- |
| Eastern Division                               | |             |
| 1                                              | Portland (Maine)–Island Pond, dazu Lewiston Branch, Norway Branch                                                                                               | 251,73      |
| 2                                              | Island Pond (1. Distrikt)–östliches Ende der Victoria Bridge in Montreal                                                                                        | 228,62      |
| 3                                              | Port Levi–Richmond (2. Distrikt), Hadlow–Chaudiere Curve, dazu Three Rivers Branch                                                                              | 210,63      |
| 4                                              | St. Lambert (2. Distrikt)–Massena Springs, dazu Rouse's Point Branch, Hemmingford Branch, Beauharnois Branch                                                    | 253,36      |
| 5                                              | Östliches Ende der Victoria Bridge in Montreal (2. Distrikt)–Brockville, dazu Bonaventure Branch, Jacques Cartier Branch, St. Paul Branch, Lachine Wharf Branch | 236,41      |
| 6                                              | Brockville (5. Distrikt)–Belleville Junction, dazu Kingston Branch                                                                                              | 156,57      |
| 7                                              | Belleville Junction (6. Distrikt)–East Semaphore bei York (15. Distrikt)                                                                                        | 171,67      |
| Northern Division                              | |             |
| 8                                              | Belleville Harbor–Lindsay, Port Hope (7. Distrikt)–Peterboro, Millbrook Junction–Omemee Junction, dazu Madoc Branch, Lakefield Branch                           | 266,76      |
| 9                                              | Lindsay (8. Distrikt)–Midland, Blackwater Junction (10. Distrikt)–Lorneville, dazu Coboconk Branch                                                              | 180,39      |
| 10                                             | Scarboro Junction (7. Distrikt)–Lindsay (8. Distrikt), Whitby Harbor–Manilla Junction, dazu Haliburton Branch, Sutton Branch                                    | 282,34      |
| 11                                             | North Parkdale Junction (15. Distrikt)–Allandale | 97,22       |
| 12                                             | Allandale (11. Distrikt)–North Bay (einschließlich des CPR-Abschnitts Nipissing Junction–North Bay), dazu Muskoka Wharf Branch                                  | 262,34      |
| 13                                             | Burlington Junction–Georgetown–Allandale (11. Distrikt) | 135,18      |
| 14                                             | Allandale (11. Distrikt)–Meaford, dazu Penetang Branch, Beeton Branch                                                                                           | 206,04      |
| Middle and Southern Division                   | |             |
| 15                                             | York–Sarnia (inkl. Tunnel), dazu Galt Branch, Elmira Branch, London Branch                                                                                      | 369,04      |
| 16                                             | Bathurst St. Junction (15. Distrikt)–Port Dover, Hamilton (17. Distrikt)–Burlington Junction (13. Distrikt)                                                     | 148,20      |
| 17                                             | Suspension Bridge NY–Sarnia (15. Distrikt), dazu Petrolia Branch, Point Edward Branch                                                                           | 304,10      |
| 18                                             | Komoka (17. Distrikt)–Windsor | 161,11      |
| 19                                             | Fort Erie–Kingscourt Junction, dazu Allanburg Branch, Welland Branch                                                                                            | 324,52      |
| 20                                             | Buffalo–Goderich (inkl. International Bridge und 6,18 km Strecke der New York Central), dazu Tillsonburg Branch, Brantford Branch                               | 340,86      |
| 21                                             | Port Dover–Tavistock Junction (20. Distrikt), dazu Port Rowan Branch                                                                                            | 116,97      |
| 22                                             | Harrisburg (17. Distrikt)–Southampton, dazu Durham Branch, Owen Sound Branch, Wiarton Branch                                                                    | 372,63      |
| 23                                             | Stratford (15. Distrikt)–Palmerston (22. Distrikt), Listowel–Kincardine                                                                                         | 151,70      |
| 24                                             | Hyde Park (17. Distrikt)–Wingham | 110,85      |
| Western Division (Grand Trunk Western Railway) | |             |
| 25                                             | Port Huron Tunnel (15. Distrikt)–Battle Creek, dazu Saginaw Branch                                                                                              | 360,27      |
| 26                                             | Battle Creek (25. Distrikt)–Chicago | 283,50      |
| 27                                             | Detroit–Grand Haven (Michigan), Grand Rapids Terminal Railroad                                                                                                  | 306,61      |
| 28                                             | Owosso (27. Distrikt)–Muskegon (inkl. Teile der Ann Arbor Railroad)                                                                                             | 187,34      |
| 29                                             | Port Huron (25. Distrikt)–Detroit (27. Distrikt), Lenow–Jackson, dazu Fort Gratiot Branch                                                                       | 266,51      |
| Ottawa Division                                | |             |
| 30                                             | Swanton–Ottawa, dazu Hawkesbury Branch, Rockland Branch | 290,25      |
| 31                                             | Ottawa (30. Distrikt)–Madawaska, dazu Pembroke Branch | 244,85      |
| 32                                             | Madawaska (31. Distrikt)–Depot Harbor | 214,99      |
| Pontiac, Oxford and Northern Railroad          | |             |
|                                                | Pontiac–Cassville | 161,88      |

## Besondere Bauwerke
Mit der Grand Trunk sind einige herausragende Bauleistungen verbunden. Der erste erfolgreiche Brückenschlag über den St.-Lorenz-Strom fand am 25. August 1860 in Montreal statt. Die erste Victoria Bridge wurde 1898 durch die noch heute vorhandene Konstruktion ersetzt. Auch den Niagara River überquerte die GTR als erstes zwischen Fort Erie und Buffalo.  Der bereits erwähnte Tunnel unter dem St. Clair River zwischen Sarnia und Port Huron ersetzte ab 1890 eine vorherige Fährverbindung.
Wie andere Eisenbahngesellschaften baute auch die GTR mehrere Eisenbahnhotels, das bekannteste ist das Château Laurier in Ottawa.

## Unglücke
Das schwerste Zugunglück Kanadas, gemessen an der Anzahl der getöteten Personen, ereignete sich am 28. Juni 1864 bei Belœil, als ein Personenzug von Lévis nach Montreal ein Haltesignal vor einer offenen Drehbrücke überfuhr und in den Rivière Richelieu stürzte. 99 deutsche Einwanderer wurden dabei getötet.
Schlagzeilen machte der berühmte Zirkuselefant Jumbo, der von einem Zug der GRT bei St. Thomas, Ontario, am 15. September 1885 erfasst wurde und dann getötet werden musste. P. T. Barnum hatte den Elefanten 1882 vom Zoo in London für seinen Zirkus gekauft.
Am 21. September 1906 ereignete sich bei Napanee ein Zugunglück, bei dem an einer Gleiskreuzung ein Personenzug auf einen stehenden Güterzug auffuhr. Der Lokführer des Personenzuges war an seinem Platz geblieben, um den Zug so stark wie möglich abzubremsen, wodurch er das einzige Todesopfer des Unfalls wurde. Die Fahrgäste des Zuges errichteten ihm später in Erinnerung an diese Tat ein Denkmal.

## Statistiken
Zum Jahresende 1910 waren auf dem Streckennetz der GTR 929 Lokomotiven, 34 Expresswagen, 536 Personenwagen, 253 Gepäckwagen, 84 Postwagen, 28098 Güterwagen und 1638 Dienstwagen im Einsatz. Der Nettogewinn betrug 1910 rund 1,9 Millionen britische Pfund. Es wurden rund 31 Millionen Zugkilometer geleistet und dabei über 11 Millionen Fahrgäste und 17,7 Millionen Tonnen Güter befördert. Das gesamte Streckennetz ohne Nebengleise hatte eine Länge von 7657 Kilometern, wovon 1670 Kilometer zwei- oder mehrgleisig ausgebaut waren.